# Welsh Premier League (2015/2016)
Welsh Premier League 2015/2016 (znana jako  Dafabet Welsh Premier League ze względów sponsorskich.) był 24. sezonem najwyższej klasy rozgrywkowej w Walii.
Sezon został otwarty 21 sierpnia 2015 r., a zakończył się 14 maja 2016 r. finałem baraży o miejsce w eliminacjach do Ligi Europy UEFA.
FAW Club Licensing Appeals Body zdecydowało o cofnięciu licencji Tier 1 i UEFA dla Port Talbot Town F.C.,
co skutkowało automatycznym spadkiem na drugi poziomu walijskiego futbolu w następnym sezonie. Mistrzem po raz dziesiąty, a piąty z rzędu został zespół The New Saints F.C..

## Skład ligi w sezonie 2015/2016
W lidze rywalizowało dwanaście drużyn – dziesięć drużyn z poprzedniego sezonu i po jednej z Cymru Alliance oraz Welsh Football League Division One:
Llandudno (mistrz Cymru Alliance) i Haverfordwest County (wicemistrz Welsh Football League Division One; Caerau nie otrzymał promocji z powodów licencyjnych).
Drużyny te zastąpiły Cefn Druids oraz Prestatyn Town.
| Uczestnicy poprzedniej edycji | Uczestnicy poprzedniej edycji | Uczestnicy poprzedniej edycji | Uczestnicy poprzedniej edycji |
| --- | ----------------------------- | ----------------------------- | ----------------------------- |
| TNS | The New Saints F.C.           | Llansanffraid, Oswestry       | 1                             |
| BAL | Bala Town                     | Bala                          | 2                             |
| AIR | Airbus UK Broughton           | Broughton                     | 3                             |
| ABE | Aberystwyth Town F.C.         | Aberystwyth                   | 4                             |
| PTT | Port Talbot Town F.C.         | Port Talbot                   | 5                             |
| NTW | Newtown A.F.C.                | Newtown                       | 6                             |
| CQN | Connah’s Quay Nomads F.C.     | Connah’s Quay                 | 7                             |
| RHY | Rhyl FC                       | Rhyl                          | 8                             |
| CMR | Carmarthen Town               | Carmarthen                    | 9                             |
| BAN | Bangor City                   | Bangor                        | 10                            |
| Awans z Cymru Alliance 2014/15 |                               |                               |                               |
| LND | Llandudno                     | Llandudno                     | 1                             |
| Awans z Welsh Football League Division One 2014/15                                                                                                |                               |                               |                               |
| HAV | Haverfordwest County          | Haverfordwest                 | 2                             |
| Oznaczenia: - kolumna pierwsza – skróty nazw drużyn, - kolumna trzecia – siedziba klubu, - kolumna czwarta – miejsce zajęte w poprzednim sezonie. |                               |                               |                               |

## Runda zasadnicza

### Tabela
| Lp. | Drużyna                   | M  | Z  | R  | P  | Bramki | Bramki | Różn. | Pkt | Uwagi                   |
| --- | ------------------------- | -- | -- | -- | -- | ------ | ------ | ----- | --- | ----------------------- |
| 1   | The New Saints F.C.       | 22 | 13 | 8  | 1  | 48     | 16     | +32   | 47  | Championship Conference |
| 2   | Bala Town                 | 22 | 11 | 8  | 3  | 33     | 17     | +16   | 41  | Championship Conference |
| 3   | Llandudno                 | 22 | 11 | 4  | 7  | 36     | 26     | +10   | 37  | Championship Conference |
| 4   | Airbus UK Broughton       | 22 | 10 | 4  | 8  | 32     | 32     | 0     | 34  | Championship Conference |
| 5   | Connah’s Quay Nomads F.C. | 22 | 10 | 2  | 10 | 37     | 29     | +8    | 32  | Championship Conference |
| 6   | Newtown A.F.C.            | 22 | 9  | 5  | 8  | 33     | 32     | +1    | 32  | Championship Conference |
| 7   | Bangor City               | 22 | 9  | 2  | 11 | 30     | 34     | −4    | 29  | PlayOff Conference      |
| 8   | Carmarthen Town           | 22 | 8  | 4  | 10 | 29     | 42     | −13   | 28  | PlayOff Conference      |
| 9   | Aberystwyth Town F.C.     | 22 | 7  | 5  | 10 | 32     | 37     | −5    | 26  | PlayOff Conference      |
| 10  | Port Talbot Town F.C.     | 22 | 6  | 6  | 10 | 24     | 42     | −18   | 24  | PlayOff Conference      |
| 11  | Rhyl FC                   | 22 | 3  | 10 | 9  | 21     | 30     | −9    | 19  | PlayOff Conference      |
| 12  | Haverfordwest County      | 22 | 5  | 2  | 15 | 18     | 37     | −19   | 17  | PlayOff Conference      |

### Wyniki
| Gospodarz \ Gość          | ABE | AIR | BAL | BAN | CMR | CQN | HAV | LND | NTW | PTT | RHY | TNS |
| Aberystwyth Town F.C.     |     | 1:2 | 1:1 | 4:0 | 1:2 | 1:1 | 1:2 | 1:4 | 1:2 | 1:3 | 3:1 | 0:4 |
| Airbus UK Broughton       | 2:0 |     | 2:0 | 1:4 | 5:1 | 3:2 | 2:1 | 0:2 | 1:4 | 2:0 | 0:0 | 1:1 |
| Bala Town                 | 0:1 | 2:1 |     | 3:0 | 2:1 | 2:0 | 3:2 | 3:0 | 1:0 | 5:2 | 0:0 | 0:0 |
| Bangor City               | 2:3 | 3:0 | 1:1 |     | 1:2 | 2:1 | 2:1 | 0:3 | 3:0 | 1:2 | 1:0 | 0:2 |
| Carmarthen Town           | 0:3 | 2:3 | 0:0 | 2:1 |     | 1:0 | 4:1 | 2:4 | 0:2 | 0:0 | 1:1 | 1:6 |
| Connah’s Quay Nomads F.C. | 1:2 | 1:1 | 2:1 | 1:3 | 4:0 |     | 2:1 | 2:1 | 0:2 | 5:0 | 3:1 | 2:0 |
| Haverfordwest County      | 0:1 | 0:1 | 0:2 | 2:1 | 0:0 | 0:2 |     | 2:0 | 0:1 | 1:2 | 1:1 | 0:4 |
| Llandudno                 | 3:2 | 1:0 | 0:0 | 1:2 | 1:2 | 1:0 | 1:0 |     | 0:2 | 1:1 | 1:0 | 3:4 |
| Newtown A.F.C.            | 0:0 | 0:3 | 2:3 | 0:3 | 4:1 | 4:2 | 3:0 | 0:3 |     | 1:1 | 1:2 | 2:2 |
| Port Talbot Town F.C.     | 4:2 | 2:2 | 0:0 | 2:0 | 0:3 | 0:4 | 1:2 | 1:4 | 1:1 |     | 0:3 | 0:1 |
| Rhyl FC                   | 2:2 | 1:0 | 1:3 | 1:1 | 1:4 | 1:2 | 1:2 | 1:1 | 1:1 | 0:1 |     | 0:0 |
| The New Saints F.C.       | 1:1 | 4:0 | 1:1 | 2:0 | 2:0 | 2:0 | 2:0 | 1:1 | 4:1 | 3:1 | 2:2 |     |

## Runda finałowa

### Tabela
| Lp.                     | Drużyna                       | M  | Z  | R  | P  | Bramki | Bramki | Różn. | Pkt | Uwagi                                        |
| ----------------------- | ----------------------------- | -- | -- | -- | -- | ------ | ------ | ----- | --- | -------------------------------------------- |
| Championship Conference |                               |    |    |    |    |        |        |       |     |                                              |
| 1                       | The New Saints F.C. (M) (P)   | 32 | 18 | 10 | 4  | 72     | 24     | +48   | 64  | Liga Mistrzów UEFA • I runda kwalifikacyjna  |
| 2                       | Bala Town                     | 32 | 15 | 12 | 5  | 48     | 27     | +21   | 57  | Liga Europy UEFA • I runda kwalifikacyjna    |
| 3                       | Llandudno                     | 32 | 15 | 7  | 10 | 53     | 46     | +7    | 52  | Liga Europy UEFA • I runda kwalifikacyjna    |
| 4                       | Connah’s Quay Nomads F.C. (B) | 32 | 15 | 3  | 14 | 50     | 42     | +8    | 48  | Liga Europy UEFA • I runda kwalifikacyjna    |
| 5                       | Newtown A.F.C. (B)            | 32 | 11 | 9  | 12 | 46     | 54     | −8    | 42  |                                              |
| 6                       | Airbus UK Broughton (B)       | 32 | 12 | 6  | 14 | 46     | 55     | −9    | 42  |                                              |
| PlayOff Conference      |                               |    |    |    |    |        |        |       |     |                                              |
| 7                       | Carmarthen Town (B)           | 32 | 14 | 5  | 13 | 45     | 52     | −7    | 47  |                                              |
| 8                       | Aberystwyth Town F.C.         | 32 | 13 | 7  | 12 | 51     | 47     | +4    | 46  |                                              |
| 9                       | Bangor City                   | 32 | 13 | 6  | 13 | 49     | 52     | −3    | 45  |                                              |
| 9                       | Port Talbot Town F.C.1 (S)    | 32 | 10 | 9  | 13 | 39     | 56     | −17   | 39  | Spadek do Welsh Football League Division One |
| 10                      | Rhyl FC                       | 32 | 5  | 12 | 15 | 36     | 50     | −14   | 27  |                                              |
| 11                      | Haverfordwest County (S)      | 32 | 5  | 6  | 21 | 27     | 57     | −30   | 21  | Spadek do Welsh Football League Division One |

### Wyniki
| Gospodarz \ Gość          | AIR | BAL | CQN | LND | NTW | TNS |
| Airbus UK Broughton       |     | 0:3 | 0:1 | 3:4 | 2:2 | 3:2 |
| Bala Town                 | 3:1 |     | 3:1 | 0:0 | 1:1 | 0:0 |
| Connah’s Quay Nomads F.C. | 2:1 | 0:1 |     | 2:3 | 1:0 | 2:1 |
| Llandudno                 | 1:1 | 3:2 | 1:2 |     | 3:2 | 1:5 |
| Newtown A.F.C.            | 0:3 | 2:2 | 3:2 | 1:1 |     | 0:6 |
| The New Saints F.C.       | 5:0 | 2:0 | 0:0 | 2:0 | 1:2 |     |
| Championship Conference   |     |     |     |     |     |     |

| Gospodarz \ Gość      | ABE | BAN | CMR | HAV | PTT | RHY |
| Aberystwyth Town F.C. |     | 4:0 | 2:4 | 3:1 | 1:0 | 3:1 |
| Bangor City           | 0:0 |     | 2:2 | 5:0 | 0:2 | 4:3 |
| Carmarthen Town       | 1:0 | 0:1 |     | 1:0 | 2:3 | 2:0 |
| Haverfordwest County  | 1:3 | 1:1 | 1:2 |     | 1:1 | 1:1 |
| Port Talbot Town F.C. | 2:2 | 1:1 | 0:2 | 2:0 |     | 4:0 |
| Rhyl FC               | 0:1 | 3:4 | 1:0 | 1:1 | 5:0 |     |
| PlayOff Conference    |     |     |     |     |     |     |

## European Playoffs

### Drabinka
|  | Półfinał | Półfinał                  | Półfinał |                     |   | Finał                     | Finał | Finał |  |
|  |          |                           |          |                     |   |                           |       |       |  |
|  | 4        | Connah’s Quay Nomads F.C. | 2        |                     |   |                           |       |       |  |
|  | 4        | Connah’s Quay Nomads F.C. | 2        |                     |   |                           |       |       |  |
|  | 7        | Carmarthen Town           | 0        |                     |   |                           |       |       |  |
|  | 7        | Carmarthen Town           | 0        |                     | 4 | Connah’s Quay Nomads F.C. | 1     |       |  |
|  |          |                           |          |                     | 4 | Connah’s Quay Nomads F.C. | 1     |       |  |
|  |          |                           | 6        | Airbus UK Broughton | 0 |                           |       |       |  |
|  | 5        | Newtown A.F.C.            | 6        | Airbus UK Broughton | 0 | 1                         |       |       |  |
|  | 5        | Newtown A.F.C.            |          |                     |   |                           |       |       |  |
|  | 6        | Airbus UK Broughton       | 2        |                     |   |                           |       |       |  |

### Półfinały
| 7 maja 2016 | Newtown A.F.C.                                                     | 1:2   | Airbus UK Broughton          |                                                    |
| 18:15       | Shane Sutton 36'                                                   | (1:2) | 14' (k) 38' (k) Matty McGinn | Latham Park, Newtown Widzów: 221 Sędzia: Lee Evans |
| 18:15       | David Edward Jones 14' · Kieran Mills-Evans 38' · Jamie Tolley 88' | (1:2) | 88' Ryan Wignall             | Latham Park, Newtown Widzów: 221 Sędzia: Lee Evans |

| 8 maja 2016 | Connah’s Quay Nomads F.C.                   | 2:0   | Carmarthen Town |                                                                       |
| 16:30       | Nicholas Rushton 5' · Wes Baynes 63'        | (1:0) |                 | Deeside Stadium, Connah’s Quay Widzów: 708 Sędzia: Bryn Markham-Jones |
| 16:30       | Daniel Robert Harrison 78' · Wes Baynes 82' | (1:0) |                 | Deeside Stadium, Connah’s Quay Widzów: 708 Sędzia: Bryn Markham-Jones |

### Finał
| 14 maja 2016 | Connah’s Quay Nomads F.C.         | 1:0   | Airbus UK Broughton                              |                                                              |
| 18:15        | Wes Baynes 79'                    | (0:0) |                                                  | Deeside Stadium, Connah’s Quay Widzów: 904 Sędzia: Dean John |
| 18:15        | George Horan 42' · Sean Smith 68' | (0:0) | 55' Tony Gray · 57' Lee Owens · 65' Ryan Wignall | Deeside Stadium, Connah’s Quay Widzów: 904 Sędzia: Dean John |

## Lista strzelców

### Runda zasadnicza
| Zawodnik       | Drużyna               | Bramki |
| -------------- | --------------------- | ------ |
| Tony Gray      | Airbus UK Broughton   | 15     |
| Mike Williams  | Llandudno             | 13     |
| Chris Venables | Aberystwyth Town F.C. | 12     |
| Neil Mitchell  | Newtown A.F.C.        | 11     |
| Liam Thomas    | Carmarthen Town       | 9      |
| Connor Bell    | Rhyl FC               | 8      |
| Lee Hunt       | Bala Town             | 8      |
| Scott Quigley  | The New Saints F.C.   | 8      |

### Runda finałowa
| Zawodnik          | Drużyna               | Bramki |
| ----------------- | --------------------- | ------ |
| Chris Venables    | Aberystwyth Town F.C. | 8      |
| Mark Jones        | Carmarthen Town       | 6      |
| Adrian Cieślewicz | The New Saints F.C.   | 5      |
| Greg Draper       | The New Saints F.C.   | 5      |
| Lee Hunt          | Bala Town             | 5      |
| Jason Oswell      | Newtown A.F.C.        | 5      |
| Matty Owen        | Newtown A.F.C.        | 5      |

### Razem
| Zawodnik       | Drużyna               | Bramki |
| -------------- | --------------------- | ------ |
| Chris Venables | Aberystwyth Town F.C. | 20     |
| Tony Gray      | Airbus UK Broughton   | 18     |
| Marc Williams  | Llandudno             | 15     |
| Lee Hunt       | Bala Town             | 13     |
| Mark Jones     | Carmarthen Town       | 13     |
| Neil Mitchell  | Newtown A.F.C.        | 12     |
| Liam Thomas    | Carmarthen Town       | 12     |

Źródło:

## Najlepsi w sezonie
| Trener        | Craig Harrison | The New Saints F.C. |
| Zawodnik      | Marc Williams  | Llandudno           |
| Młodzieżowiec | James Murphy   | Airbus UK Broughton |

## Jedenastka sezonu
| Pozycja   | Zawodnik       | Drużyna               |
| --------- | -------------- | --------------------- |
| Bramkarz  | Ashley Morris  | Bala Town             |
| Obrońca   | Simon Spender  | The New Saints F.C.   |
| Obrońca   | Mike Pearson   | Airbus UK Broughton   |
| Obrońca   | Kai Edwards    | The New Saints F.C.   |
| Obrońca   | Chris Marriott | The New Saints F.C.   |
| Pomocnik  | Jamie Mullan   | The New Saints F.C.   |
| Pomocnik  | Chris Venables | Aberystwyth Town F.C. |
| Pomocnik  | Aeron Edwards  | The New Saints F.C.   |
| Napastnik | Tony Gray      | Airbus UK Broughton   |
| Napastnik | Lee Hunt       | Bala Town             |
| Napastnik | Marc Williams  | Llandudno             |

## Trenerzy, kapitanowie i sponsorzy
| Drużyna                   | Trener         | Kapitan        | Sponsor techniczny | Sponsor strategiczny                               |
| ------------------------- | -------------- | -------------- | ------------------ | -------------------------------------------------- |
| Aberystwyth Town F.C.     | Ian Hughes     | Stuart Jones   | Nike               | Cambrian Tyres                                     |
| Airbus UK Broughton       | Andy Preece    | Andy Jones     | Macron             | Gardner Aerospace                                  |
| Bala Town                 | Colin Caton    | Conall Murtagh | Joma               | Aykroyd's                                          |
| Bangor City               | Neville Powell | Leon Clowes    | Macron             | Dafydd Hardy (domowe) Anglesey Sea Zoo (wyjazdowe) |
| Carmarthen Town           | Mark Aizlewood | Kyle Bassett   | Macron             | Jeff White (domowe) Natwest Cymru (wyjazdowe)      |
| Connah’s Quay Nomads F.C. | Andy Morrison  | George Horan   | Macron             | Driving Force                                      |
| Haverfordwest County      | David Hughes   | Dale Griffiths | Kappa              | West WAL Properties.co.uk                          |
| Llandudno                 | Alan Morgan    | Tom Dix        | Adidas             | The UPVC Outlet                                    |
| Newtown A.F.C.            | Chris Hughes   | Matthew Cook   | Givova             | NEO/Elephant & Castle Hotel                        |
| Port Talbot Town F.C.     | Andy Dyer      | Liam McCreesh  | Macron             | Blanco's                                           |
| Rhyl FC                   | Gareth Owen    | Dean Keates    | Adidas             | VanTruck                                           |
| The New Saints F.C.       | Craig Harrison | Paul Harrison  | Legea              | PlanetHippo                                        |

## Stadiony
| Aberystwyth Town F.C. | Airbus UK Broughton                        | Bala Town             | Bangor City         |
| --------------------- | ------------------------------------------ | --------------------- | ------------------- |
| Park Avenue           | Hollingsworth Group International Airfield | Maes Tegid            | Nantporth           |
| Pojemność: 2500       | Pojemność: 1500                            | Pojemność: 1500       | Pojemność: 3000     |
|                       |                                            |                       |                     |
| Carmarthen Town       | Connah’s Quay Nomads F.C.                  | Haverfordwest County  | Llandudno           |
| Richmond Park         | Deeside Stadium                            | Bridge Meadow Stadium | Park MBi Maesdu     |
| Pojemność: 2500       | Pojemność: 2500                            | Pojemność: 2100       | Pojemność: 1013     |
|                       |                                            |                       |                     |
| Newtown A.F.C.        | Port Talbot Town F.C.                      | Rhyl FC               | The New Saints F.C. |
| Latham Park           | Victoria Road                              | Belle Vue             | Park Hall           |
| Pojemność: 5000       | Pojemność: 3000                            | Pojemność: 3000       | Pojemność: 1500     |
|                       |                                            |                       |                     |